# 武宣县
武宣县是中国广西壮族自治区来宾市所辖的一个县。縣人民政府駐武宣鎮城東路9號。

## 行政区划
武宣县下辖9个镇、1个乡：
武宣镇、桐岭镇、通挽镇、东乡镇、三里镇、二塘镇、黄茆镇、禄新镇、思灵镇和金鸡乡。
2005年，马步乡、河马乡分别并入武宣镇、东乡镇。

## 人口
根據第七次人口普查數據，截至2020年11月1日零時，武宣縣常住人口為340312人。

## 交通
- 柳北高速、 平那高速、 209国道过境。